# Pierreville (Meurthe-et-Moselle)
Pierreville ist eine französische Gemeinde mit 298 Einwohnern (Stand 1. Januar 2022) im Département Meurthe-et-Moselle in der Region Grand Est (bis 2015 Lothringen). Sie gehört zum Arrondissement Nancy und zum Gemeindeverband Moselle et Madon.

## Geografie
Die Gemeinde Pierreville liegt im Norden der Landschaft Saintois am linken Ufer des unteren Madon, acht Kilometer vor dessen Mündung in die Mosel und 18 Kilometer südlich von Nancy.
Mit 3,02 km² gehört Pierreville zu den nach Fläche kleineren Gemeinden in Lothringen. Das Gemeindegebiet erstreckt sich vom Madonufer, das die östliche Gemeindegrenze bildet, in Richtung Südwesten auf die sanft ansteigenden Hügel, die das Madontal um bis zu 70 Meter überragen. Außerhalb der bebauten Siedlungsfläche herrscht größtenteils Acker- und Wiesenland vor. Der Waldanteil am Gemeindeareal ist mit ca. 20 ha gering.
Nachbargemeinden von Pierreville sind: Frolois im Norden, Pulligny im Osten, Autrey im Süden, Houdelmont im Südwesten sowie Xeuilley im Nordwesten.

## Geschichte
1094 wurde Pierreville erstmals bei der Gründung des Klosters Saint-Thiébaut in Metz erwähnt.
Im Mittelalter befand sich am Madonufer gegenüber Frolois ein Schloss, von dem heute nichts mehr erhalten ist. 1544 und 1630 gingen als die Pestjahre in die Dorfgeschichte ein, 1630 zerstörte ein Sturm außerdem ein Drittel der Ernte.
1793 hieß die Gemeinde Pierre Ville, 1801 Pierville.
Die Brücke über den Madon wurde im 17. Jahrhundert errichtet, die Kirche in Pierreville stammt aus dem 18. Jahrhundert.

### Bevölkerungsentwicklung
Die Einwohnerzahl Pierrevilles hat sich zwischen 1962 und 2006 fast verdoppelt. Der stetige Wachstum der Bevölkerung ist auf den Eigenheimbau im Westen der Gemeinde sowie auf die Nähe zum Ballungsraum Nancy / Ludres / Neuves-Maisons zurückzuführen.
| Jahr      | 1962 | 1968 | 1975 | 1982 | 1990 | 1999 | 2006 | 2012 | 2021 |
| Einwohner | 159  | 171  | 191  | 236  | 281  | 302  | 306  | 317  | 298  |

Im Jahr 1800 wurde mit 118 Bewohnern die bisher geringste Einwohnerzahl ermittelt. Die Zahlen basieren auf den Daten von cassini.ehess und INSEE.

## Sehenswürdigkeiten

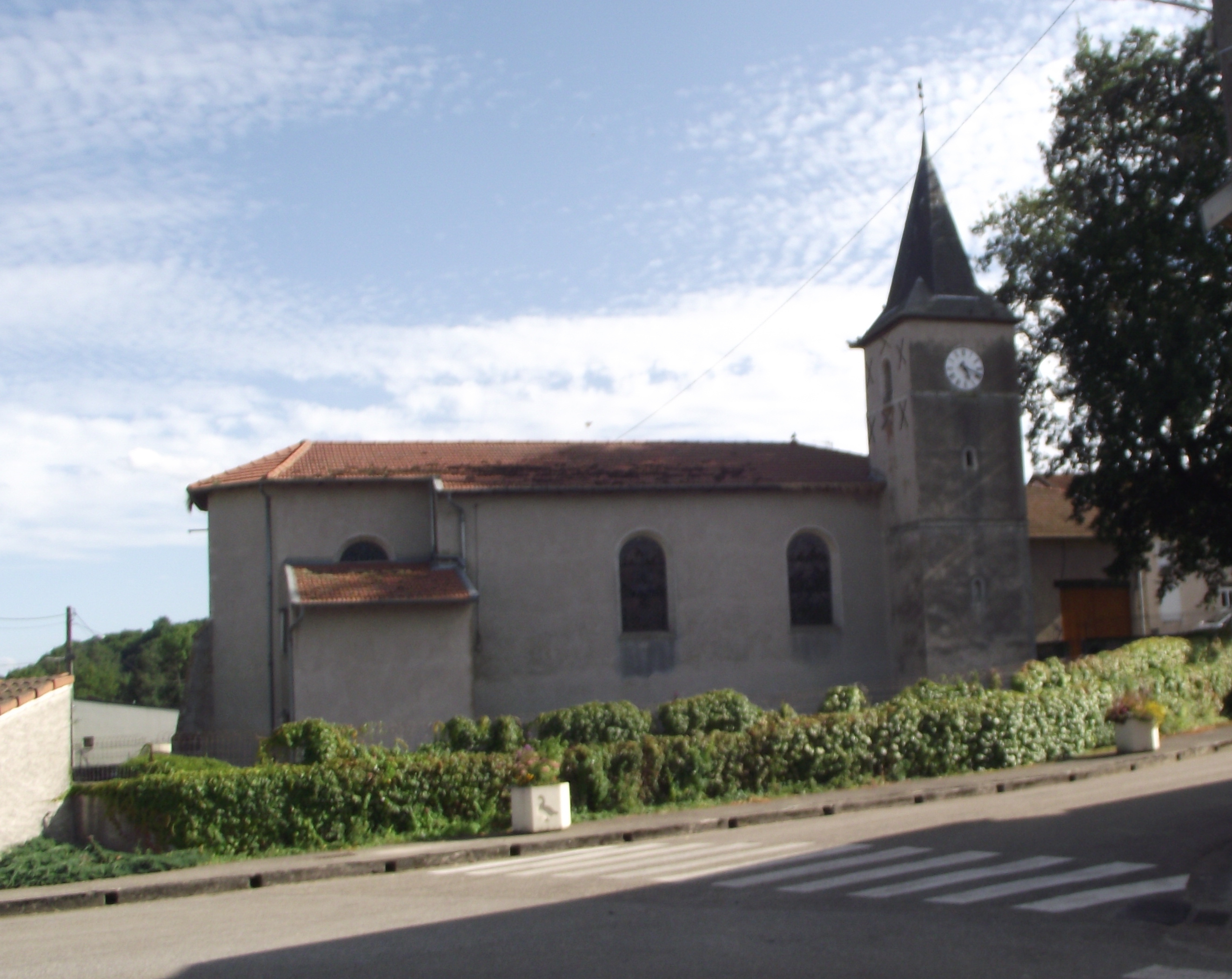
Kirche Saint-Léger
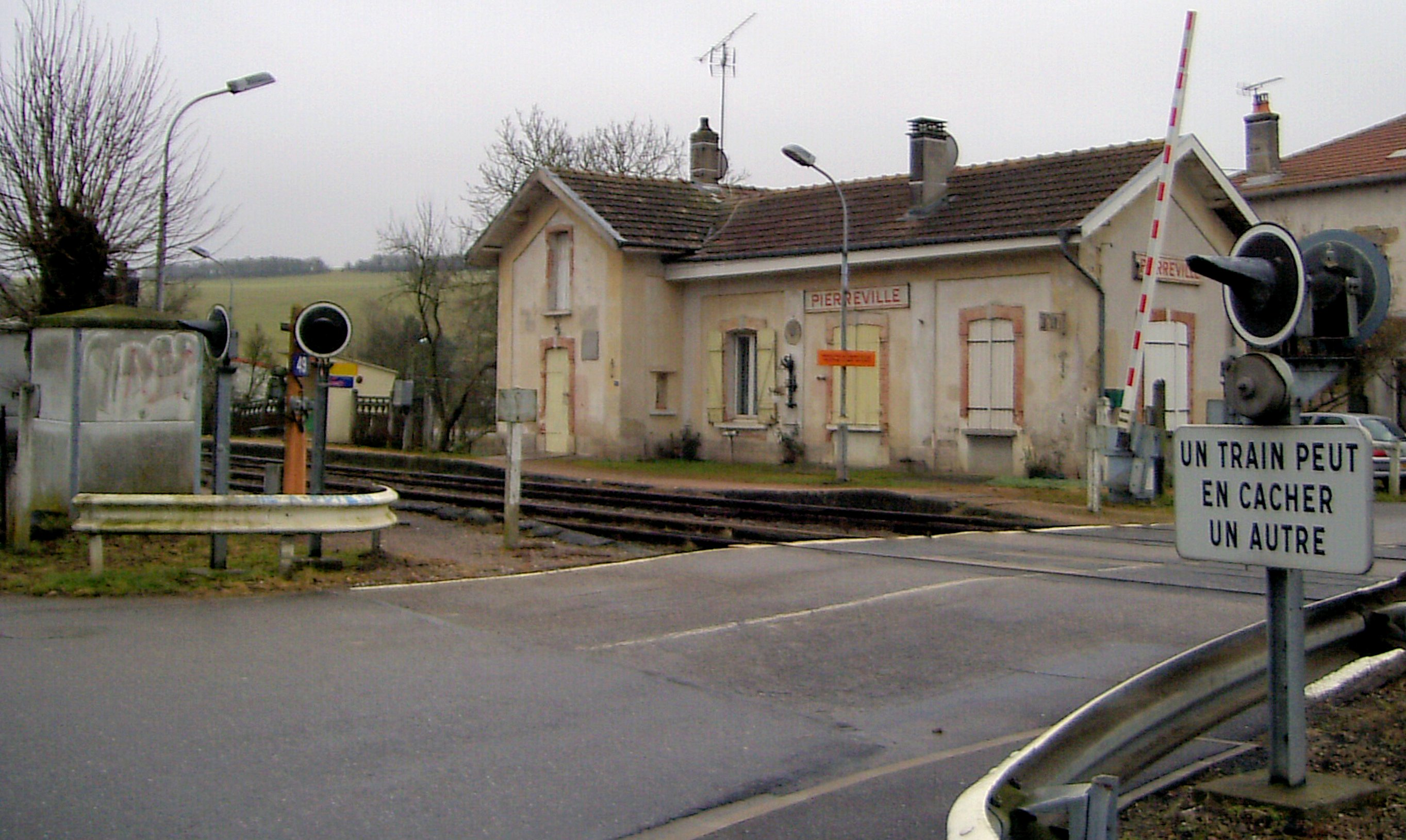
Bahnhof Pierreville
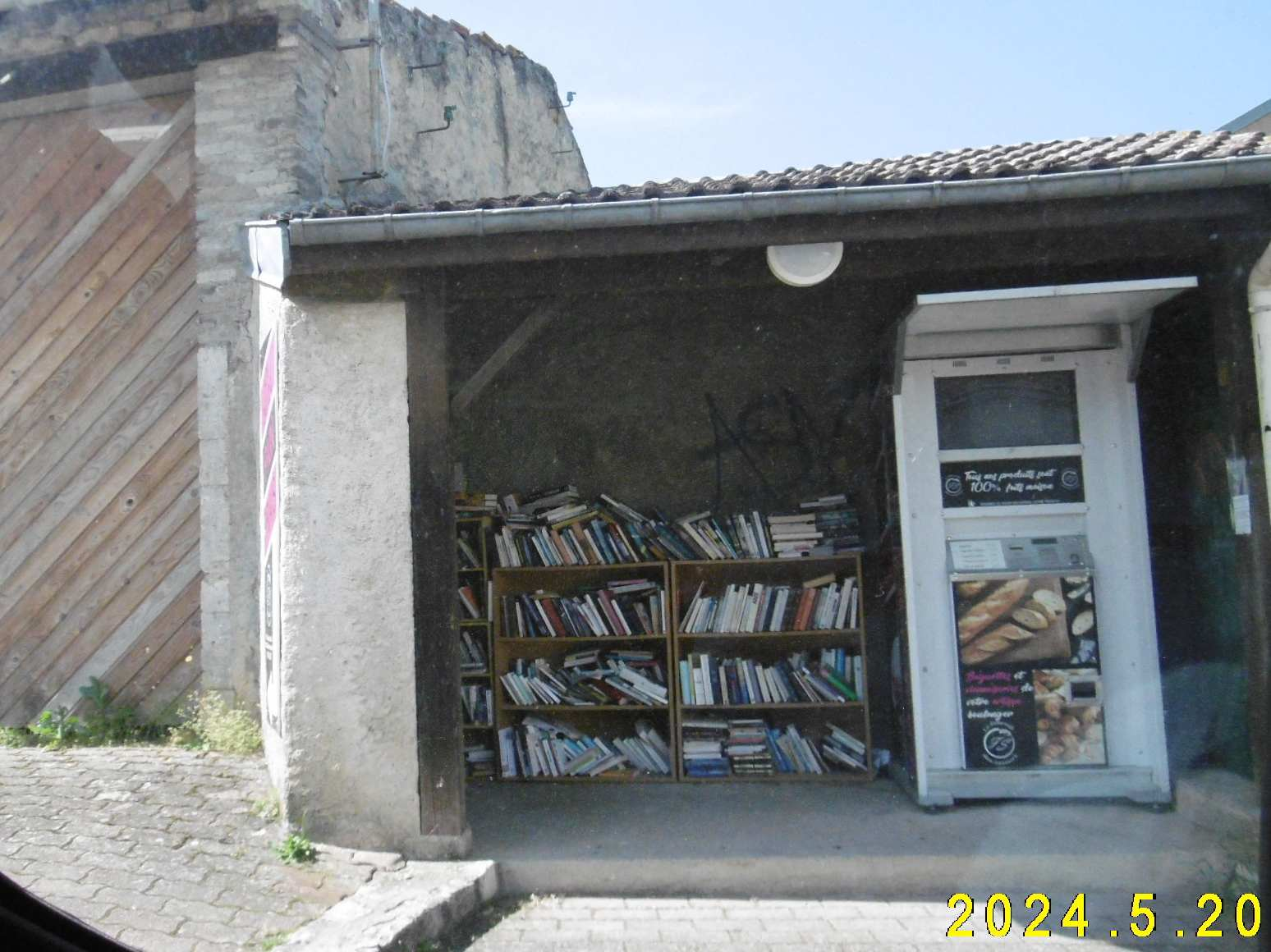
Öffentlicher Bücherschrank an der Mairie

- Kirche Saint-Léger
- Bahnhof Pierreville
- Öffentlicher Bücherschrank an der Mairie

## Wirtschaft und Infrastruktur
Seit über 100 Jahren wird nördlich von Pierreville Zement hergestellt. Ein Steinbruch dieses Zementwerkes, das seit 1965 zur Vicat-Gruppe gehört, liegt auf dem Gemeindeterritorium Pierrevilles. Ein Teil der Einwohner pendelt in die Industrieorte südlich von Nancy. Im Ort sind kleine Handwerks- und Dienstleistungsbetriebe ansässig, darüber hinaus sind in der Gemeinde fünf Landwirtschaftsbetriebe ansässig (Getreideanbau, Milchwirtschaft, Viehzucht).
Pierreville ist mit allen fünf Nachbargemeinden durch Straßen verbunden. In Richtung Norden besteht Anschluss an die Schnellstraße Neufchâteau-Ludres (D 331), die ihrerseits an die Autoroute A330 nach Nancy anbindet. Der Bahnhof Pierreville liegt an der Bahnlinie Nancy–Mirecourt–Merrey, die vom Verkehrsunternehmen TER Grand Est betrieben wird.